# Ibrahim Jeilan
Ibrahim Jeilan (Província de Bale, 12 de junho de 1989) é um fundista etíope, campeão mundial dos 10 000 metros. Conquistou a medalha de ouro no Campeonato Mundial de Atletismo de 2011 em Daegu, Coreia do Sul. Conquistou também uma prata no Mundial seguinte, Moscou 2013.